# Vladimír Prokop (fotbalista)
Vladimír Prokop (* 15. srpna 1970) je bývalý slovenský fotbalista, obránce.

## Fotbalová kariéra
Hrál za SH Senica, Inter Bratislava a MŠK Rimavská Sobota. V československé lize nastoupil ve 38 ligových utkáních. V Poháru vítězů pohárů nastoupil ve 2 utkáních. Ve slovenské národní lize debutoval za SH Senica v 17 letech.

## Ligová bilance
| Ročník                                      | Zápasy | Góly | Klub                |
| ------------------------------------------- | ------ | ---- | ------------------- |
| 1. slovenská národní fotbalová liga 1988/89 | 17     | 2    | SH Senica           |
| 1. československá fotbalová liga 1991/92    | 18     | 0    | Inter Bratislava    |
| 1. československá fotbalová liga 1992/93    | 20     | 0    | Inter Bratislava    |
| 1. slovenská fotbalová liga 1993/94         | -      | 0    | Inter Bratislava    |
| 1. slovenská fotbalová liga 1994/95         | -      | 0    | Inter Bratislava    |
| 1. slovenská fotbalová liga 1995/96         | -      | 2    | Inter Bratislava    |
| 1. slovenská fotbalová liga 1996/97         | -      | 0    | Inter Bratislava    |
| 1. slovenská fotbalová liga 1996/97         | -      | 0    | MŠK Rimavská Sobota |
| CELKEM 1. liga                              | -      | 2    |                     |